# Norbergenina
Norbergenin con fórmula química C13H16O9, es un compuesto químico. Es el derivado O-desmetilado de Bergenin. Se puede aislar a partir de rizomas de Bergenia stracheyi.